# Typ-039 Song-klass
Typ-039 (Nato-beteckning Song-klass) är en kinesisk attackubåt. Ubåtsklassen är dieseldriven och är Kinas första ubåt med ett s.k Teardrop hull, alltså ett tår-format skrov som gör att det blir svårare att upptäcka ubåten med till exempel sonar.
Klassen är baserad på Ming-klassen som själv är baserad på den sovjetiska Romeo-klassen. Den första ubåten kom i tjänst 1995, denna hade dock stora problem med missljud under färd och förseningar i produktionen uppkom. 1999 hade man utfört vissa ändringar på klassen och serieproduktion kunde nu startas.
2006 fanns åtta stycken Typ-039-ubåtar i tjänst i den kinesiska flottan med fler under konstruktion.
Ubåten är bestyckad med anti-fartygsrobotar av typen YJ-8. Dessa kan avfyras i undervattensläge och har möjlighet att nå mål på upp till ca 80 km avstånd. Utöver detta så är varje ubåt bestyckad med 18 stycken torpeder som avfyras genom någon av de sex 533 mm torpedtuber som finns i dess front.